# Vaktkäpp m/1793
Vaktkäpp är en käpp som bärs av officer som är vakthavande hos kungen. Order utfärdades av kungen 1772 att officerarna vid Livgardet skulle bära en liten svart käpp, när de var vakthavande. De vaktkäppar som för närvarande används fastställdes 1793. De är svarta med vit elfenbensknopp och elfenbensdoppsko och försedda med två svarta tofsar.
Tidigare bestämmelser för bärande av vaktkäpp innebar bland annat att regementsofficerarnas vaktkäpp skulle vara längre (90 centimeter lång) än vaktkäppen för kaptener och ryttmästare (67 centimeter lång). Vidare skulle käpparna bäras av H M Konungens stora vakt samt av hos H M Konungen vakthavande kapten och ryttmästare och vid högvakten tjänstgörande kapten och ryttmästare. Nuvarande bestämmelser återfinns i "Instruktion för Försvarsmakten/Uniformsbestämmelser 2009"
Liknande kommandokäppar används även i andra länder.